# بمب‌گذاری‌های آپارتمانی روسیه
بمب‌گذاری‌های آپارتمانی روسیه (انگلیسی: Russian apartment bombings) سری انفجارهایی بود که در سپتامبر ۱۹۹۹ به چهار مجموعه آپارتمانی درسه شهر روسیه امتداد یافت و شهرهای بویناکسک، مسکو و ولگودونسک. بویناکسک (شهرستان) در جمهوری داغستان واقع شده‌است، مسکو پایتخت و وُلگوُدوُنسک در جنوب غربی روسیه قرار دارد و از بزرگترین شهرهای استان روستوف به‌شمار می‌رود. تلفات این انفجارها ۲۹۳ کشته و بیش از ۱۰۰۰ زخمی دربرداشت و موجی از ترس روسیه را فراگرفت. بمب‌گذاری‌های آپارتمانی، به همراه جنگ بر سر داغستان، روسیه را بعد از جنگ اول چچن در کام دومین جنگ فروبرد.

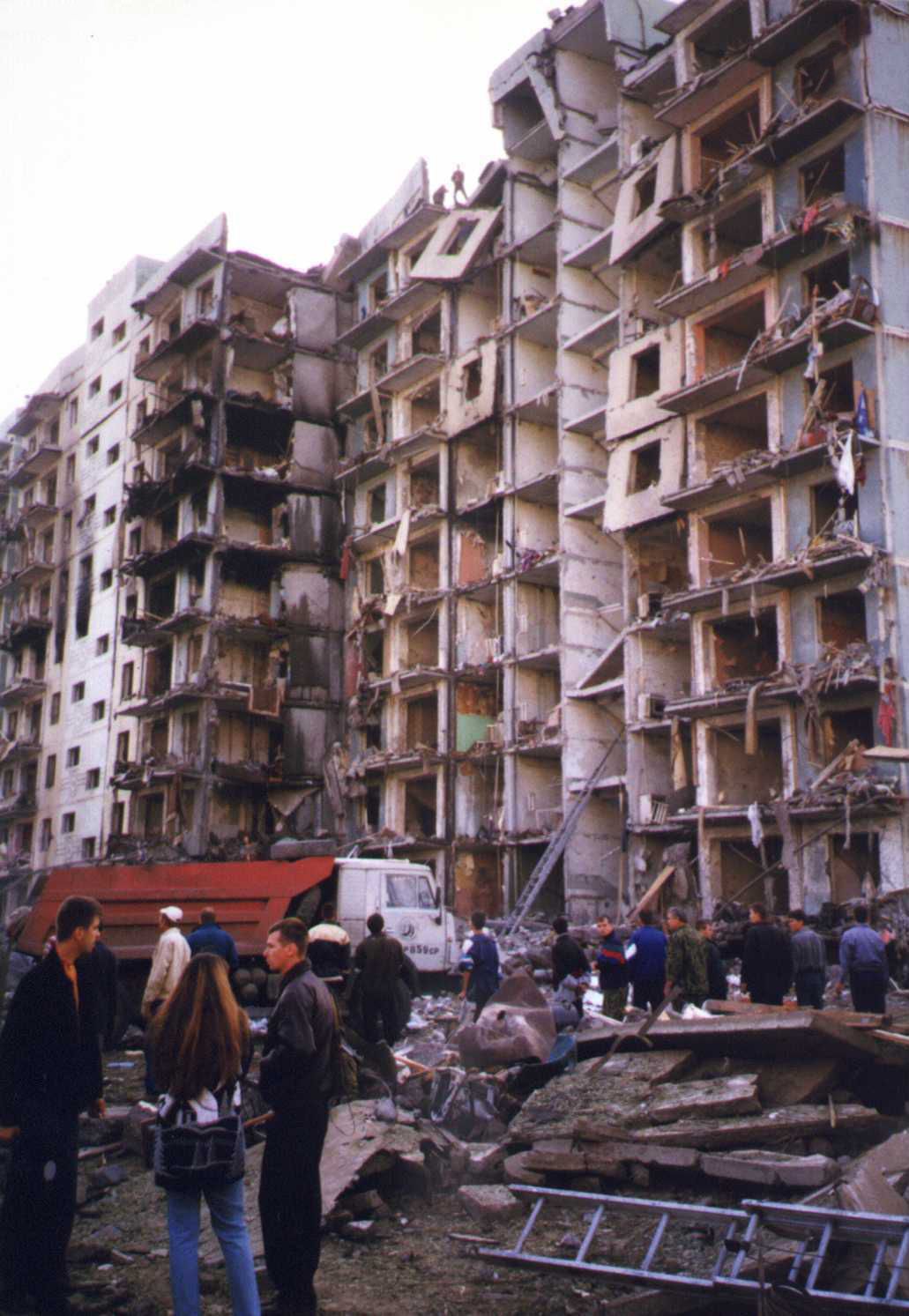
بمب‌گذاریولگودونسک بخشی از بلوک آپارتمانی را کاملاً تخریب کرد

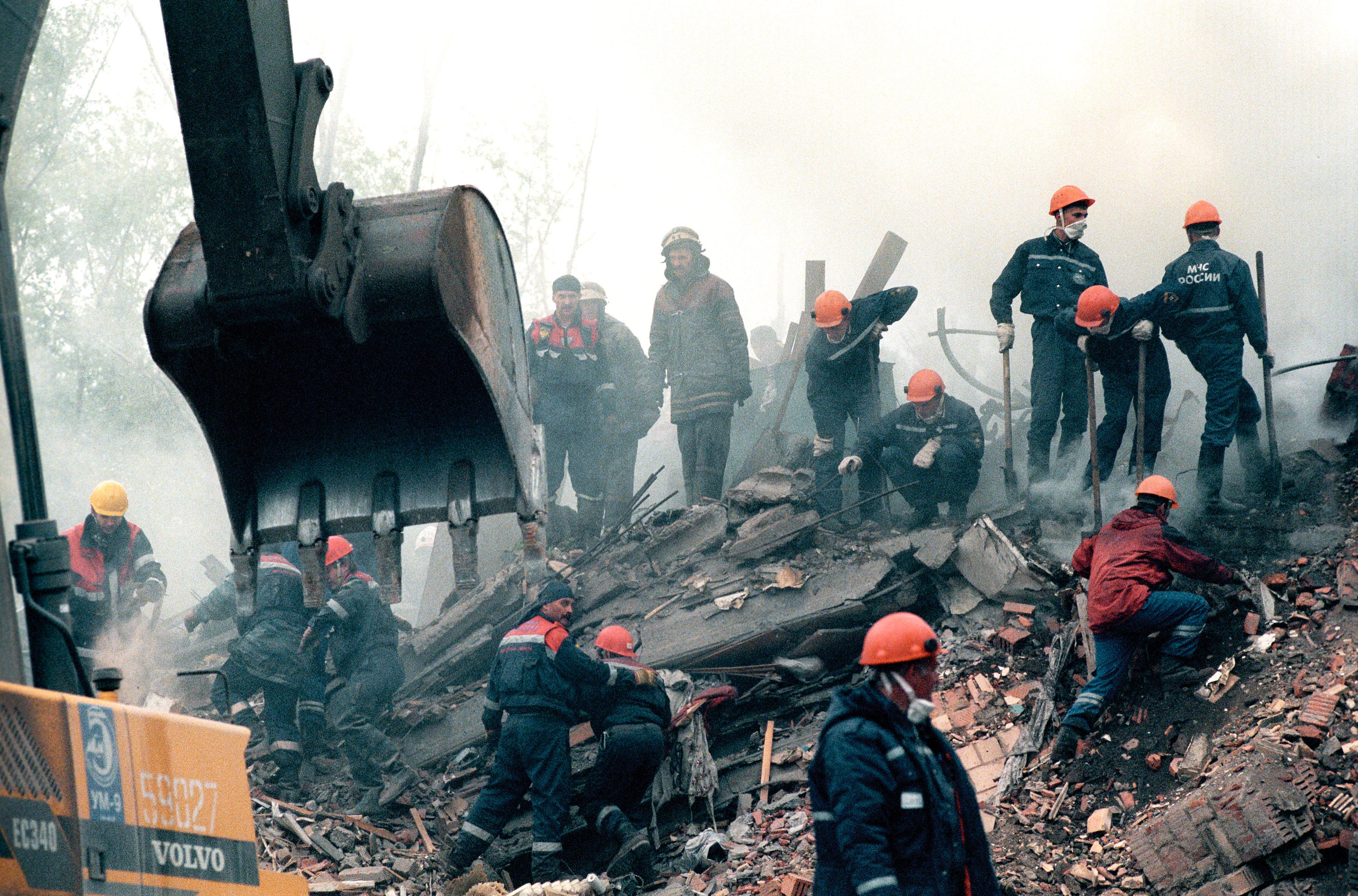
امدادگران برای نجات بازماندگان بمب‌گذاری در مسیر جاده کشیرا اقدام به حفر زمین کردند.